# Castianeira luctifera
Castianeira luctifera là một loài nhện trong họ Corinnidae.
Loài này thuộc chi Castianeira. Castianeira luctifera được Alexander Petrunkevitch miêu tả năm 1911.